# Lophornis ornatus
Lophornis ornatus là một loài chim trong họ Trochilidae.